# Savignia erythrocephala
Savignia erythrocephala är en spindelart som först beskrevs av Simon 1908.  Savignia erythrocephala ingår i släktet Savignia och familjen täckvävarspindlar.
Artens utbredningsområde är Western Australia. Inga underarter finns listade i Catalogue of Life.